# Helina spinosa
Helina spinosa är en tvåvingeart som först beskrevs av Walker 1849.  Helina spinosa ingår i släktet Helina och familjen husflugor. Inga underarter finns listade i Catalogue of Life.